# Christian Fuchs (periodista)
Christian Fuchs (Halle, 1979) criat a Leipzig i Weimar, es un periodista i escriptor alemany, reporter del setmanari Die Zeit. Va estudiar estudis de mitjans de comunicació, psicologia i història econòmica i social a la Universitat Friedrich Schiller de Jena. Després es va formar com a editor a l'escola Henri Nannen d'Hamburg. Després de graduar-se, va treballar per a la xarxa de recerca de l'NDR i la Süddeutsche Zeitung durant diversos anys fins que va començar com a reporter a Die Zeit.

## Trajectòria
Des de 1998 escriu sobre societat, mitjans de comunicació, economia, política i cultura urbana, centrant-se en l'Alemanya de l'Est. Va publicar, entre altres coses, al diari Süddeutsche Zeitung, als setmanaris Die Zeit i Der Spiegel. També han aparegut informes i anàlisis seus al Brand eins, Das Magazin, Süddeutsche Zeitung Magazin, Zeit Magazin i Vanity Fair .
Juntament amb John Goetz, Fuchs va escriure el best-seller polític Secret War sobre el paper d'Alemanya en la guerra contra el terrorisme als EUA, i el primer llibre de no ficció sobre la cèl·lula terrorista extremista de dreta Nationalsozialistischer Untergrund (NSU): Die Zelle. El 2012 va aparèixer a la sèrie documental de televisió Die neuen Nazis, una coproducció de Spiegel TV i ZDFinfo sobre la història i l'evolució de l'extremisme de dreta modern des de mitjans dels anys 60.
El seu llibre "Guerra secreta" va ser determinant per a l'inici de l'obra "El joc de drons" al Teatre Estatal de Mainz.

## Honors i Premis
- 2008: Guanyador del concurs de recerca "Message - International Journal for Journalism"
- 2008: Beca d'investigació NEON
- 2013: Guanyador del Premi CIVIS Media
- 2014: Premi per a la llibertat i el futur dels mitjans
- 2014: Premi Europeu de Premsa
- 2014: Nominat al Premi Grimme
- 2014: Guanyador del Premi RIAS
- 2014: Guanyador "Periodista de l'any"
- 2015: Guanyador del Premi Salus Media
- 2015: Guanyador del Premi Ernst Schneider
- 2016: Finalista del Premi Periodista Alemany
- 2016: Premi Henri Nannen
- 2018: Guanyador del Premi Leuchtturm
- 2018: Guanyador del Premi Reporter Alemany
- 2019: Guanyador "Periodista de l'any"[3]